# Joan Espadaler
Joan Espadaler (Segle XVIII - 1815) fou un prevere, músic i cantor català. La seva activitat interpretativa es desenvolupà durant la segona meitat del segle xviii i els inicis del segle XIX i, probablement, a la cantúria de la capella de Sant Esteve d’Olot, durant l’època del mestre de capella Vicenç Alzina. Participà, com a músic i ajudant del mestre de capella, en activitats musicals com ara les desplegades en les cerimònies eclesiàstiques de Setmana Santa i altres festes assenyalades.